# Pierry
Pierry är en kommun i departementet Marne i regionen Grand Est (tidigare regionen Champagne-Ardenne) i nordöstra Frankrike. Kommunen ligger i kantonen Épernay 2e Canton som tillhör arrondissementet Épernay. År 2022 hade Pierry 1 254 invånare.

## Befolkningsutveckling
Antalet invånare i kommunen Pierry
| Referens: INSEE |